# كوفيا ضيقة الأوراق
كوفيا ضيقة الأوراق (الاسم العلمي: Cuphea angustifolia) هي نوع نباتي يتبع جنس الكوفيا من فصيلة الخثرية.